# Atlantic Beach, Florida
Atlantic Beach är en stad (city) i Duval County, i delstaten Florida, USA. Enligt United States Census Bureau har staden en folkmängd på 12 751 invånare (2011) och en landarea på 9 km².